# Atlanta Open 1976
L'Atlanta Open 1976 è stato un torneo di tennis giocato sul sintetico indoor. È stata la 6ª edizione dell'Atlanta Open, che faceva parte del World Championship Tennis 1976. Si è giocato ad Atlanta negli Stati Uniti, dal 12 al 18 gennaio 1976.

## Campioni

### Singolare
Ilie Năstase ha battuto in finale  Jeff Borowiak con il punteggio di 6–2 6–4

### Doppio
John Alexander /  Phil Dent hanno battuto in finale  Wojciech Fibak /  Karl Meiler con il punteggio di 6–3, 6–4